# Страна для жизни
Страна для жизни (арм. Ապրելու երկիր կուսակցության) — армянская политическая партия. Она была основана в 2021 году и в настоящее время ею руководит Мане Тандилян.

## История
Учредительный съезд партии состоялся 15 августа 2021 года, основателями партии являются Месроп Аракелян и Мане Тандилян. Мане Тандилян, бывший член партии «Просвещённая Армения», была единогласно избрана председателем. Тем временем Месроп Аракелян из партии «Миссия» объявил, что объединяет партию «Миссия» с партией «Страна для жизни». Как Тандилян, так и Аракелян ранее занимали пост министра труда и социальных вопросов при Николе Пашиняне.
Партия не имеет представительства в Национальном собрании и действует как внепарламентская сила. 

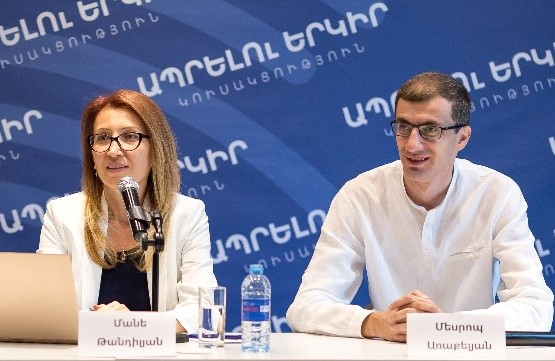
Основатели партии

Партия приняла участие в муниципальных выборах, проходивших по всей Армении в ноябре 2021 года, получив места в общинах Тех, Дилижан, Татев, Мегри и Гюмри. В Татеве партия сформировала политический союз с Альянсом Шант с целью формирования большинства в городском совете Татева. 
Партия приняла участие в выборах в городской совет Еревана 2023 года, выдвинув Мане Тандилян кандидатом на пост мэра столицы. По итогам выборов партия не смогла получить ни одного места в городском совете Еревана, набрав всего 3,64% голосов.

## Идеология
Партийный манифест гласит: «Партия объединит всех возможных личностей и силы ради армянского народа и Армении и обеспечит долгосрочную безопасность, эффективную внешнюю политику и сотрудничество с армянской диаспорой, развитие и качественное образование, обеспечение здоровья и благосостояния личности, рост населения, создание новой системы государственного управления, поддержание верховенства закона и независимой судебной системы, сохранение национально-культурных ценностей и поддержку независимости Арцаха».